# Agenda de GNOME
Agenda de GNOME est une application libre de calendrier. Il s’agit d’une application officielle du projet GNOME. L'application est conçue selon les directives esthétiques de l'environnement de bureau GNOME, se voulant la plus simple et intuitive possible.

## Fonctionnalités
L'application permet de parcourir et ajouter des événements dans un ou plusieurs calendriers liés à un service en ligne (Google, Nextcloud…) ou créés localement par l'utilisateur, avec un affichage divisé entre une vue hebdomadaire et mensuelle. Elle intègre également le service météo de GNOME (GNOME Weather) pour afficher les prévisions météorologiques à une échelle de 5 jours.